# Конькови
Конько́ви (рос. Коньковы) — присілок у складі Афанасьєвського району Кіровської області, Росія. Входить до складу Ічетовкінського сільського поселення.
Населення становить 86 осіб (2010, 99 у 2002).
Національний склад станом на 2002 рік — росіяни 100 %.